# Среднеконская
Среднеконская — деревня в Холмогорском районе Архангельской области.

## География
Находится в центральной части Архангельской области на расстоянии приблизительно 44 км на юг по прямой от административного центра района села Холмогоры левобережье реки Северная Двина.

## История
В 1859 году здесь (тогда деревня Великодворская Холмогорского уезда Архангельской губернии) было учтено 4 двора. До 2022 года входила в Ракульское сельское поселение до его упразднения.

## Население
Численность населения: 28 человек (1859 год),15 (русские 100 %) в 2002 году, 11 в 2010.